# Province ecclésiastique de Toulouse
La province ecclésiastique de Toulouse est une des quinze provinces ecclésiastiques de l'Église catholique en France.

La province ecclésiastique de Toulouse en marron, avec l'archidiocèse de Toulouse en marron foncé.

Elle fut créée en 1317, par partition de la province ecclésiastique de Narbonne.
Elle regroupe les diocèses suivants :
- Archidiocèse de Toulouse-Saint-Bertrand-de-Comminges-Rieux (archevêché métropolitain)
- Archidiocèse d'Albi, Castres et Lavaur
- Archidiocèse d'Auch, Condom, Lectoure et Lombez
- Diocèse de Cahors
- Diocèse de Montauban
- Diocèse de Pamiers, Couserans et Mirepoix
- Diocèse de Rodez et Vabres
- Diocèse de Tarbes et Lourdes